# Степінь простого числа
В математиці степінь простого числа — це просте число, піднесене до цілого додатного степеня.

## Приклади
Числа {\displaystyle 5=5^{1}}, {\displaystyle 9=3^{2}} і {\displaystyle 16=2^{4}} є степенями простих чисел, тоді як {\displaystyle 6=2\times 3}, {\displaystyle 15=3\times 5} і {\displaystyle 36=6^{2}=2^{2}\times 3^{2}} ні.
Двадцять найменших степенів простих чисел:
2, 3, 4, 5, 7, 8, 9, 11, 13, 16, 17, 19, 23, 25, 27, 29, 31, 32, 37, 41, …

## Властивості

### Алгебраїчні властивості
- Кожен степінь простого числа ділиться тільки на одне просте число.
- Щільність розподілу степенів простих чисел асимптотично еквівалентна {\displaystyle \pi (x)} — щільності простих чисел з точністю до {\displaystyle O({\sqrt {x}})}.
- Будь-який степінь простого числа (за винятком степеня 2) має первісний корінь. Так, мультиплікативна група цілих чисел за модулем {\displaystyle p^{n}} (або, що еквівалентно, група одиниць кільця Z/ {\displaystyle p^{n}}Z) є циклічною.
- Число елементів скінченного поля завжди є степенем простого числа і навпаки, будь-який степінь простого числа є числом елементів деякого скінченного поля (єдиного з точністю до ізоморфізму).

### Комбінаторні властивості
Властивість степеня простого числа, що часто використовується в аналітичній теорії чисел, — множина степенів простих чисел, що не є простими, є малою в тому сенсі, що нескінченна сума обернених до них величин збіжна, хоча множина простих чисел є великою множиною.

### Властивості подільності
Функція Ейлера ({\displaystyle \phi }) і сигма-функції ({\displaystyle \sigma _{0}}) і ({\displaystyle \sigma _{1}}) від степеня простого числа можна обчислити за формулами:
{\displaystyle \phi (p^{n})=p^{n-1}\phi (p)=p^{n-1}(p-1)=p^{n}-p^{n-1}=p^{n}\left(1-{\frac {1}{p}}\right),}
{\displaystyle \sigma _{0}(p^{n})=\sum _{j=0}^{n}p^{0*j}=\sum _{j=0}^{n}1=n+1,}
{\displaystyle \sigma _{1}(p^{n})=\sum _{j=0}^{n}p^{1*j}=\sum _{j=0}^{n}p^{j}={\frac {p^{n+1}-1}{p-1}}.}
Всі степені простих чисел є недостатніми числами. Степінь простого {\displaystyle p^{n}} є n-майже простим. Невідомо, чи можуть степені простих чисел {\displaystyle p^{n}} бути дружніми числами. Якщо такі числа існують, то {\displaystyle p^{n}} повинно бути понад {\displaystyle {10}^{1500}} і n повинен бути понад 1400.